# 武士警察
《武士警察》（英語：Samurai Cop）是一部於1991年上映的美國動作片，由阿米爾·謝爾文執導、編劇、監製和剪輯，羅伯特·齊達、麥特·漢農、馬克·弗雷澤（Mark Frazer）和傑拉德·岡村主演。故事敘述一名武功高強的武士警察被派至洛杉磯打擊強大的日本幫派組織。
該片1991年11月30日在洛杉磯的部份戲院上映，且在波蘭在內的國家以DVD首映的方式發行；《武士警察》以極差的評價而聞名，並在隨著時間的推進而取得了邪典電影的地位。續集《武士警察2：致命復仇》於2015年推出。

## 劇情
當一支名為武士刀（Katana）的日本幫派進入美國並控制了洛杉磯的古柯鹼生意時，洛杉磯警察局從聖地牙哥警察局調了武士警察喬·馬歇爾來協助解決問題。喬受過日本大師的訓練，除了武功外還會說一口流利的日語，但其穿著像個平民老百姓。
喬和搭檔法蘭克·華盛頓在經歷一次的飛車追逐後逮到了武士刀的一個手下，但對方因嚴重燒傷而住院，並準備在康復後作為警方的證人。武士刀老大藤山要求解決掉那名手下，並派了得力助手山下將他的頭顱取走，以防止該名手下透露口風並作為警惕。山下和女黨羽成功後，讓警方顏面蒙羞，而讓羅馬警監感到不滿。喬和法蘭克在日落大道的卡洛斯恩查理餐廳與包括藤山和山下在內的武士刀成員們見面，並試圖譴責並要求他們遵守法律。當失敗時，山下在停車場襲擊兩人，並在離開前處決了自己失敗的手下。
之後，喬跟蹤藤山的女友珍妮佛並引誘了她。當兩人發生關係的同時，局裡的幾個警察同志卻被尋找他的武士刀成員折磨甚至殺害其家人。羅馬警監再也無法遏制他的憤怒，並要求對所有的武士刀成員進行掃蕩。在殺死藤山和手下岡村等人後，喬和法蘭克與山下發生了槍戰；不久後，山下提議用一場刀戰來和喬比武。最後，喬取得勝利，山下則以切腹的方式自盡，使武士刀的恐怖統治就此結束。為了慶祝，喬和珍妮佛再次於海邊親熱起來。

## 演員
- 麥特·漢農飾演喬·馬歇爾（Joe Marshall）
- 羅伯特·齊達（英语：Robert Z'Dar）飾演山下（Yamashita）
- 馬克·弗雷澤（Mark Frazer）飾演法蘭克·華盛頓（Frank Washington）
- 克萊斯頓·小室（Cranston Komuro）飾演藤山富士（Fuj Fujiyama）
- 珍妮絲·法利（Janis Farley）飾演珍妮佛（Jennifer）
- 傑拉德·岡村（英语：Gerald Okamura）飾演岡村（Okamura）
- 戴爾·卡明斯（Dale Cummings）飾演羅馬警監（Captain Roma）
- 瑪莉莎·摩爾（英语：Melissa Moore (actress)）飾演佩姬（Peggy）
- 卡麥蓉（Cameron）飾演女黨羽
- 何塞利托·李斯科貝（Joselito Rescober）飾演侍者柯斯塔·里坎（Costa Rican Waiter）

## 製作
電影的主要拍攝從1990年6月開始，歷時數月。當演員麥特·漢農認為拍攝已完成時，他剪短了頭髮，但之後卻被告知將進行進一步的拍攝。導演阿米爾·謝爾文為漢農準備了一副女性假髮，這在片中的一些近距離特寫鏡頭能看出。漢農表示，他和其他幾位演員對片中的對白和缺乏多次重拍而感到沮喪。他也承認因假設謝爾文可能不會放入正片中，所以便讓自己的挫敗感反映在表演上而故意演差了一些鏡頭，但這些鏡頭最終仍出現在片中。善於反思的漢農對此大笑不已，在2014年接受Red Letter Media採訪時說「我真是可恥」。由於拍攝行程表沒有計劃好，所以漢農和馬克·弗雷澤（Mark Frazer）都認為《武士警察》是在謝爾文要求他們在1991年初重拍前所完成。
因謝爾文負擔不起夜間拍攝的照明，所以整部片都是在白天時所拍攝。演員們也都是穿著自己的衣服並開著自己的車。電影中的許多片段都沒有製作音效，並且只能一次拍攝。使謝爾文在製作幾個月後便不得不配音，但無法讓很多演員回歸參與；所以他選擇使用自己的聲音，並在後期製作中以扭曲的聲調讓使其聽起來與眾不同。他缺乏正確執行此操作的能力，導致ADR（同步對嘴錄音）的機器人聲音相當明顯。

## 發行
《武士警察》於1991年11月30日在洛杉磯的部份戲院上映，但之後因資金不足而並未廣泛的發行。儘管波蘭發行商以DVD首映的方式在1991年11月發行了該片，但從未將其於院線上映。2004年，Media Blasters發行了《武士警察》的DVD，電影時代（Cinema Epoch）則於2013年推出了DVD，並於隔年發行藍光。
2016年3月25日，RiffTrax將《武士警察》以VOD的方式發行。其版本於2017年4月得以由Fathom Events提供為期兩天的院線發行。

## 迴響
《武士警察》整體獲得了負面居多的評價，其對白、影像和連貫都相當差勁、粗糙，被諸多影評稱為史上最糟糕的電影之一；但電影意外產生的幽默也被部分粉絲愛戴，而引發了邪典追捧的現象。

## 續集
續集《武士警察2：致命復仇》於2015年推出，由電影時代的創始人格里高利·畑中執導，麥特·漢農、馬克·弗雷澤、傑拉德·岡村及瑪莉莎·摩爾都已回歸演出，其資金在Kickstarter和Indiegogo以眾籌獲得。

## 外部連結
- 互联网电影数据库（IMDb）上《武士警察》的资料（英文）
- 爛番茄上《武士警察》的資料（英文）